# Jean Michel (1908-1944)
Pour les articles homonymes, voir Jean Michel et Michel.
Le docteur Jean Michel (de son vrai nom Jean-Marie-Vital Michel et surnommé « le docteur du maquis »), né le 14 juillet 1908, est un médecin et chirurgien français de l'hôpital de Lons-le-Saunier, dans le département du Jura, arrêté, torturé et abattu par l'occupant allemand le 27 avril 1944 en représailles des soins apportés à des maquisards blessés.

## Préambule biographique
Jean-Marie-Vital Michel, né à Vuillecin dans le département du Doubs, a suivi des études secondaires à Dole dans le Jura et à Versailles avant de fréquenter la Faculté de médecine de Lyon où il s'est spécialisé en chirurgie. Mobilisé en 1939, il est affecté dans le service de santé des armées. Après la défaite, il est nommé au poste de chirurgien dans la ville de Lons-le-Saunier où il est amené à soigner à de nombreuses reprises des Résistants blessés par l'occupant.

## Actions et faits historiques
Pendant le séjour de Lucie et Raymond Aubrac dans le Jura, fin novembre 1943-février 1944, Jean Michel a assisté Lucie en instance d'accoucher durant les jours qui ont précédé leur départ pour l'Angleterre. Il fut surnommé «le docteur du maquis» pour avoir soigné plusieurs résistants blessés de la région. Recherché activement par la Gestapo, le couple gagne Londres le 8 février 1944, avec leur petit garçon, Jean-Pierre. Lucie accouche quatre jours plus tard le 12 février d'une fille, Catherine, pseudonyme de sa mère, qui eut pour parrain le général de Gaulle.
Le 20 avril 1944 les maquisards des Groupes-Francs de Lons-le-Saunier abattent deux agents de la Gestapo venus enquêter à Saint-Didier, entre Lons-le-Saunier et Bletterans, à la recherche d'informations sur le maquis local (plusieurs habitants seront abattus et le village sera en partie incendié le 25 avril 1944 en représailles). Un des maquisards, Jean-Paul Guyot dit « Guérin », est gravement blessé, il trouve refuge chez ses parents. Mais comme le maquis de Saint-Didier ne dispose que d'un sommaire équipement sanitaire, le transfert de "Guérin" à l'hôpital de Lons le Saunier est aussitôt décidé. Il est alors transporté clandestinement à l'hôpital où le docteur Michel le soigne.  
Informée de l'attentat de Saint-Didier, la police politique allemande arrête le docteur Jean Michel dans la nuit du 24 au 25 avril à son domicile. Il est ensuite emmené dans les bois de Perrigny où il tente de s'échapper mais il est abattu par deux balles dans le dos. Découvert lui aussi par la Gestapo, Guyot sera exécuté le 27 avril 1944. Le corps du docteur Michel sera retrouvé le 27 avril 1944 dans les bois de PERRIGNY, à quelques kilomètres au nord de Lons-le-Saunier. 
Il est inhumé de nuit le 29 avril 1944 sur ordre de l'occupant qui craignait des troubles mais la foule a fleuri sa tombe dès le lendemain.

## Honneurs posthumes
Le commissaire des Renseignements généraux (RG) du Jura consacrera dans son rapport mensuel daté du 7 mai 1944, presque une page dactylographiée à l'assassinat du docteur Jean Michel. L'émotion causée dans la population par cette mort soudaine et tragique est tellement vive, qu'il convient alors de faire remonter les informations en haut lieu.
Un an après sa mort, l'hôpital de Lons-le-Saunier honore le médecin martyr en donnant son nom à l'une de ses salles. Le Président Vincent Auriol le décore, à titre posthume, de la Croix de guerre et le fait chevalier dans l'ordre de la Légion d'honneur le 5 novembre 1950.
Son nom est donné à la piscine municipale, anciens réservoirs d'eau des chemins de fer. La piscine, désaffectée après la construction du complexe actuel, est reconvertie en bassin de pêche, sous le nom de bassin Jean Michel.
À l'occasion du trentième anniversaire de sa mort, le 27 avril 1974, son nom est donné au nouveau lycée de Lons-le-Saunier, tout comme la rue dans laquelle le lycée se trouve, emplacement de la maison où il a été arrêté : d'abord lycée de jeunes filles, le lycée Jean-Michel est aujourd'hui un lycée général et technologique public mixte. Le centenaire de la naissance du docteur Jean Michel a été célébré dans les locaux du lycée, en présence de Raymond Aubrac, les 21 et 22 avril 2008.